# Cinco Villas (Segovia)
Cinco Villas, también denominada Cincovillas, es una localidad de la provincia de Segovia situado en la falda de la Sierra de Ayllón, perteneciente al municipio de Fresno de Cantespino y perteneciente a la Comunidad de Villa y Tierra de Fresno de Cantespino.

## Historia
Hasta finales del siglo XVIII su nombre se escribía en dos palabras; las cinco villas se refieren a las poblaciones riojanas (Brieva, Ventrosa, Viniegra, Mansilla y Montenegro de Cameros) de donde provenían los habitantes que poblaron originalmente la localidad. Núcleo pequeño y escasamente habitado, en el siglo XIX contaba con una decena de casas de adobe, tres molinos movidos por las aguas del río Riaza y buenos pastos. Los habitantes se dedicaban a la agricultura y al comercio de ganado lanar y cabrío según se indica en el Diccionario Madoz.
En 1846, las localidades de Gomeznarro, Cincovillas y Pajares de Fresno se agrupan de mutuo acuerdo para poder administrarse mejor, situando el ayuntamiento en Pajares de Fresno.
En febrero de 1970, Pajares de Fresno, junto a sus anejos de Cincovillas y Gomeznarro, se incorporó al municipio vecino de Fresno de Cantespino.

## Demografía
| 1             | 1 | 1 | 1 | 4 | 6 | 5 | 4 | 7 | 7 | 9 | 8 | 8 |
| (Fuente: INE) |   |   |   |   |   |   |   |   |   |   |   |   |